# Rudolf Klimek
Rudolf Marian Klimek (* 12. Dezember 1932 in Krakau, Kleinpolen) ist ein polnischer Mediziner, Hochschullehrer, Sachbuchautor und Publizist.

## Leben und Wirken

### Jugend und Bildung
Nach der Matura begann Rudolf Klimek das Studium der Medizin an der Jagiellonen-Universität in Krakau, war 1952–1957 Assistent des Professors Bolesław Skarżynski und promovierte im September 1955 mit Auszeichnung zum Doktor der Medizin (Dr. med.). Im April 1960 spezialisierte er sich als Facharzt für Geburtshilfe und Gynäkologie und im Juni 1964 wurde er zum Aspirant. Im Juni 1965 wurde er zum Facharzt für Endokrinologie und im Juni 1972 habilitierte er sich zum außerordentlichen, dann im April 1980 zum ordentlichen Professor.

### Beruf und Wirken
Während des Studiums war er 1952–1957 als Assistent dann als Wissenschaftlicher Mitarbeiter und seit 1972 als Hochschullehrer an der Jagiellonen-Universität angestellt. Im Jahr 1976 war er der Doktorvater des Andrew Victor Schallys, der im Jahr 1977 den Nobelpreis in Stockholm erhielt.
Rudolf Klimek ist Autor und Mitautor von über 500 wissenschaftlichen Veröffentlichungen und über 50 einschlägigen Bücher über die Gynäkologie, Geburtshilfe, Innere Medizin, Onkologie, Neuro- und Endokrinologie, Sexologie und Physiologie.
In den Jahren 1992–1995 war er der Präsident der Internationalen Gesellschaft für prä- und perinatale Psychologie und Medizin (ISPPM) mit Sitz in Wien.

## Schriften (Auswahl)
- Oxytocin and its Analogues. (Oksytokcyna i jej analogony). PTE, Krakau 1964.
- mit Marek Pawlikowski: Klinische Neuroendokrinologie. (Neuroendokrynologia kliniczna). Państwowy Zakład Wydawnictw Lekarskich, Warschau 1973.
- Diagnostische Methoden bei einer Risikoschwangerschaft. (Metody diagnostyczne w ciąży o wysokim ryzyku). Państwowy Zakład Wydawnictw Lekarskich, Warschau 1978.
- mit Józef Baron, Et al.: Gynäkologie. (Ginekologia). Państwowy Zakład Wydawnictw Lekarskich, Warschau 1982, ISBN 978-83-200-0521-9.
- Krebs – Ursache, Bedingungen, Selbstschutz. (Rak – przyczyna, uwarunkowania, samoobrona). Wydawnictwo Naukowe PWN, Warschau 1985.
- Unfruchtbarkeit heilbar oder nein ?. (Niepłodność uleczalna czy nie ?). Państwowy Zakład Wydawnictw Lekarskich, Warschau 1986, ISBN 978-83-200-1051-0.
- mit Marek Palkowski: Zukunft und Medizin, das heißt Gespräche über die Gesundheit. (Przyszłość i medycyna, czyli rozmowy o życiu). Państwowe Wydawnictwo Naukowe, Warschau 1988, ISBN 978-83-01-08451-6.
- Wie den Krebs besiegen.(Jak pokonać raka). Wydawnictwo Naukowe PWN, Warschau 1992, ISBN 978-83-01-09227-6.
- Prenatal and Perinatal Psycho-Medicine in changing word. DWN DReAM, Krakau 1992, ISBN 978-83-900525-2-6.
- Monitoring of Pregnancy and Prediction of Birth-Date. Enzymatic and ultrasonographic methods. Krakau 1992 / Pearl River, New York 1994 / Parthenon Pub. Group, London 1994, ISBN 978-1-85070-525-3.
- Conquering Cancer ourselves. John Libbey CIC, Rom 1995.
- mit Ludwig Janus: A Time to Be Born. Mattes Verlag, Heidelberg 1995. – DReAM, Krakau 1996.
- mit Bogdan Chazan: Geburtshilfe. (Położnictwo). DReAM, Krakau 1999.
- Medizin hinter geschlossener Tür, das heißt Gespräche über die Gesundheit. (Medycyna za zamkniętymi drzwiami, czyli rozmowy o zdrowiu). DReAM, Krakau 1999, ISBN 978-83-901779-5-3.
- Völkermord am Goralenvolk. (Ludobójcza akcja Goralenvolk). Selbstverlag Rudolf Klimek, Zakopane 2006, ISBN 978-83-923871-0-7.
- mit Janusz A. Madej, Aleksander Sieroń: Krebs heilbar !. (Rak uleczalny !). Selbstverlag Rudolf Klimek, Krakau 2008, ISBN 978-83-923871-0-7.
- mit Stanisław Chodorowicz, Dariusz Jasiczek, Ryszard Tadusiewicz: Krebs und Unfruchtbarkeit. Wahrheit und Mythen der Medizin. (Rak i niepłodność. Prawda i mity medycyny). Wydawnictwo TRIO, Warschau 2011, ISBN 978-83-7436-279-5.

### Übersetzungen
- mit Anrzej Barcz: William Howell Masters, Robert J. Levin, Virginia Eshelmann Johnson: Szczęśliwy związek. Nowe spojrzenie na seks i zaangażowanie uczuciowe. Państwowy Zakład Wydawnictw Lekarskich, Warschau 1980, ISBN 978-83-200-0205-8.
- William Howell Masters: Sexuelles Defizit des Menschen. (Niedobór seksualny człowieka).

## Auszeichnungen und Ehrungen (Auswahl)
- 1969: Goldmedaille der Stadt Krakau
- 1969: Medaille des Polnischen Ministeriums für Gesundheit und Soziale Vorsorge
- 1975: Orden Polonia Restituta (Ritter)
- 1989: Medaille der Akademie für Bergbau und Hüttenwesen Krakau
- 1991: Walter-Stoeckel-Medaille der Christian-Albrechts-Universität zu Kiel
- 2000: Ehrenmedaille der Europäischen Vereinigung der Gynäkologe und Geburtshelfer (EAGO)
- 2000: Decree of Merit for Outstanding Contribution to Medicine and Science – International Biographical Centre in Ely
- Oktober 2000: Ehrendoktor (Dr. honoris causa) der Schlesischen Medizinischen Universität Kattowitz
- 30. September 2002: Orden Polonia Restituta (Offizier)
- Ehrenmitglied der Vereinigung der Gynäkologen und Geburtshelfer in: Deutschland, Israel, Kroatien, Polen, Russland, Slowakei und Tschechen.